# なら100年会館

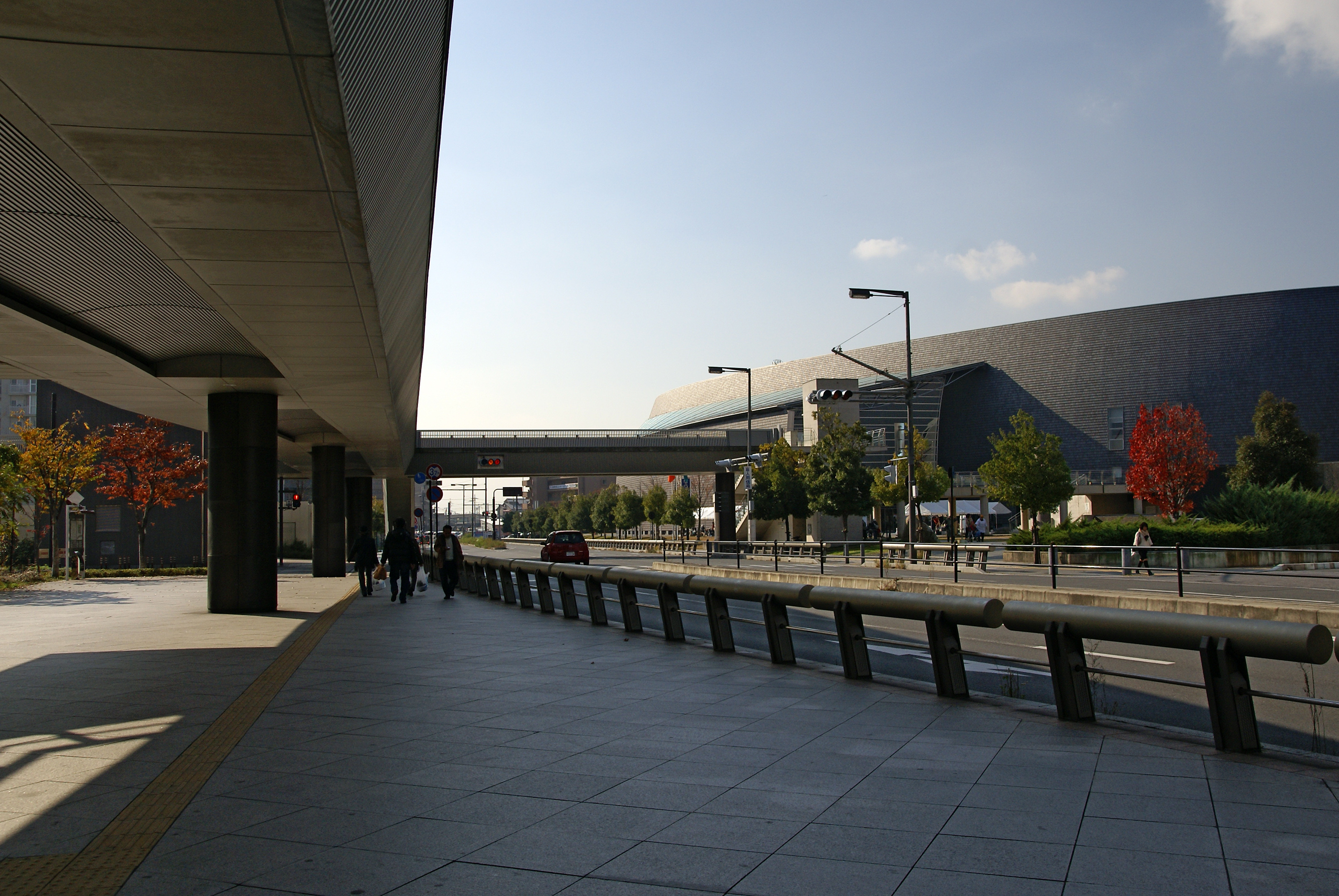
奈良駅西口とペデストリアンデッキでつながる

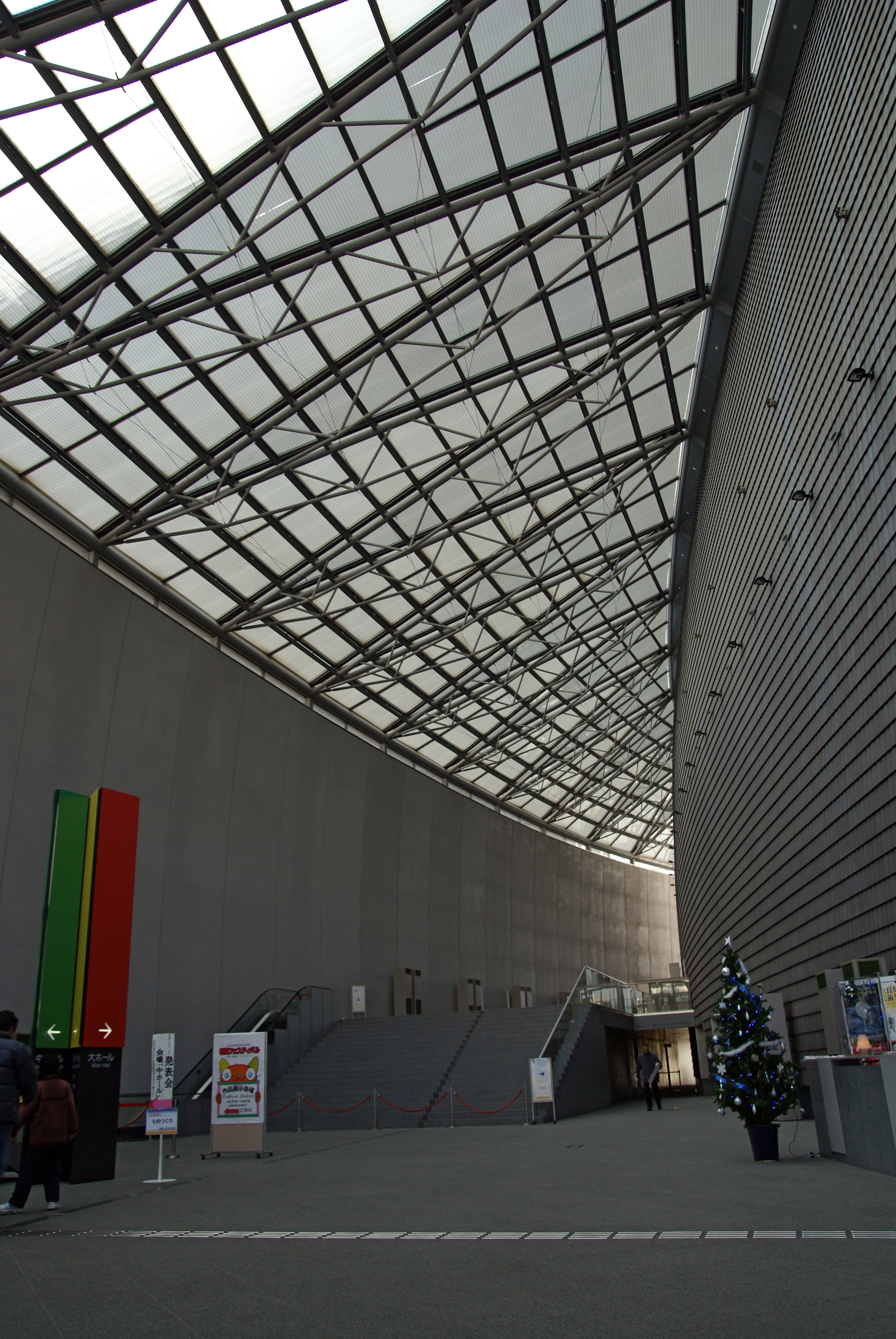
エントランスホール

なら100年会館（ならひゃくねんかいかん）は、奈良県奈良市のJR奈良駅前にある多目的ホール。

## 概要
奈良市市制施行100周年の一環として1999年2月1日に杮落とし。設計者は磯崎新。それまで県下最大だった奈良県文化会館よりも多い最大1,692人収容可能（大ホール）で、県内最大のホールでもある。
中ホールではクラシックを中心とする演奏会に、小ホールでは演劇や展示会などに対応しているが、エレベーターが大ホールに繋がっていなかったり、地上駐車場から入口までは建物を半周しなければならないなど建築当時のままでバリアフリー化は全く進んでおらず、高齢者や障碍者には利用しにくい構造となっている。
2015年4月26日、大ホールでプロボクシング興行が開かれた。

## 建築概要
- 開館 - 1999年2月1日
- 設計 - 磯崎新
- 敷地面積 - 16,061m2
- 建設面積 - 6,416m2
- 延床面精 - 22,682m2
- 構造 - 鉄筋コンクリート造・鉄骨鉄筋コンクリート造・鉄骨造
- 規模 - 地下1階、地上5階

## 交通アクセス
- JR奈良駅 徒歩3分
- 近鉄新大宮駅 徒歩15分